# Entoloma anthracinellum
Entoloma anthracinellum är en svampart som tillhör divisionen basidiesvampar, och som först beskrevs av Morten Lange, och fick sitt nu gällande namn av Machiel Evert ("Chiel") Noordeloos. Entoloma anthracinellum ingår i släktet Entoloma, och familjen Entolomataceae. Arten har ej påträffats i Sverige.